# فرانك مور (نقابي)
فرانك مور (بالإنجليزية: Frank Moore)‏ هو نقابي نيوزيلندي، ولد في 19 مايو 1867، وتوفي في 17 نوفمبر 1940.